# Film Out
Film Out è un singolo del gruppo musicale sudcoreano BTS, pubblicato il 2 aprile 2021 come estratto dalla quinta raccolta BTS, the Best.

## Descrizione
Il 16 febbraio 2021 Billboard Japan ha riportato che i BTS avevano collaborato con il trio rock giapponese Back Number a una canzone intitolata Film Out, che sarebbe stata il tema musicale principale del film giapponese Signal, adattamento cinematografico dell'omonima serie televisiva del 2017, per la quale i BTS avevano già inciso Don't Leave Me. La melodia iniziale, scritta da Iyori Shimizu dei Back Number, è stata in seguito rielaborata da Jungkook dopo aver ascoltato la demo. Il 26 marzo è stato caricato su YouTube il teaser del video musicale e un comunicato stampa ha annunciato che Film Out sarebbe stata inclusa nella tracklist della raccolta BTS, the Best, descrivendo il pezzo come una ballata su qualcuno che non si riesce a dimenticare. Il testo riflette sul desiderio di vedere una persona di cui si sente la mancanza.

## Esibizioni dal vivo
La prima esibizione live di Film Out è avvenuta durante il concerto dei BTS Muster Sowoozoo il 14 giugno 2021; più tardi nella stessa giornata è stata eseguita anche a CDTV Live! Live! su TBS. Il 18 giugno il gruppo si è esibito al programma Music Blood di NTV con Film Out e Butter.

## Video musicale
Il video musicale è stato caricato su YouTube in contemporanea con la pubblicazione del singolo. È ambientato in una casa completamente bianca sospesa nel cielo, con i membri del gruppo che ricordano i momenti trascorsi insieme e spariscono gradualmente uno dopo l'altro davanti a Jin mentre una clessidra conta il tempo che gli è rimasto. Quando Jin rimane da solo, la casa viene scossa da un'esplosione rossa, simile a quella che avviene all'inizio del video di Fake Love del 2018. Ha accumulato oltre 29.300.000 visualizzazioni nelle prime ventiquattr'ore.

## Tracce
Testi di Iyori Shimizu, musiche di Iyori Shimizu, Jeon Jung-kook e Uta.
1. Film Out – 3:34

## Formazione
Crediti tratti da Tidal.
Gruppo
- Jin – voce
- Suga – rap
- J-Hope – rap
- RM – rap
- Park Ji-min – voce
- V – voce
- Jeon Jung-kook – voce, musica

Produzione
- Back Number – produzione
- D.O.I. – missaggio
- Keita Joko – editing
- Masami Horisawa – violoncello
- Masato Ishinari – chitarra acustica
- Shoko Mabuchi – viola
- Yuki Mizuno – violoncello
- Akira Murata – piano
- Koichiro Muroya – violino
- Ayaka Notomi – violino
- Rina Odera – violino
- Shoko Oki – violino
- Pdogg – registrazione
- Tomoko Shimaoka – viola
- Iyori Shimizu – testo e musica, chitarra elettrica
- Eaisung Shin – violino
- Tomomi Tokunaga – violino
- Hanako Uesaro – violino
- Uta – produzione, musica, editing, tastiera, sintetizzatore
- Toshihiro Watanabe – registrazione
- Yuya Yanagihara – violino

## Successo commerciale
Appena uscita, Film Out ha raggiunto la prima posizione nelle classifiche di iTunes di 97 Paesi in meno di ventiquattro ore. In Giappone ha venduto 23 344 download durante la prima giornata di disponibilità, e si è posizionata prima nella classifica delle tracce digitali più scaricate nella settimana 29 marzo-4 aprile con 32 947 download accumulati in tre giorni.
Negli Stati Uniti, ha esordito in posizione 185 nella classifica Billboard Global 200 Excl. U.S. per la settimana 2-8 aprile 2021 con 2 400 download e 16,3 milioni di riproduzioni in streaming a livello globale, raccolti nel solo giorno d'uscita; è salita in posizione 3 la settimana successiva, con 44,3 milioni di riproduzioni e 47 000 download. Ha inoltre esordito in posizione 5 nella Billboard Global 200, rendendo i BTS i primi artisti ad apparire in entrambe le classifiche con canzoni in tre lingue diverse: inglese, coreano e giapponese. È stato inoltre il loro primo singolo in giapponese a entrare nella Billboard Hot 100, in posizione 81.

## Classifiche
| Classifica (2021) | Posizione massima |
| ----------------- | ----------------- |
| Canada            | 79                |
| El Salvador       | 10                |
| Giappone          | 2                 |
| Grecia            | 45                |
| Irlanda           | 92                |
| Lituania          | 87                |
| Malaysia          | 3                 |
| Perù              | 12                |
| Portogallo        | 111               |
| Regno Unito       | 73                |
| Singapore         | 7                 |
| Stati Uniti       | 81                |